# 代替医療のトリック
『代替医療のトリック』（だいたいいりょうのトリック、文庫化に際し『代替医療解剖』に改題。原題：Trick or Treatment? Alternative Medicine on Trial）は、サイモン・シンとエツァート・エルンストによる、代替医療に関する2008年（日本語訳は2010年）の書籍である。シンは素粒子物理学の博士号を持つ科学ジャーナリストで、『フェルマーの最終定理』などの一般向け科学書の著者として知られている。エルンストは補完代替医療を専門とするエクセター大学の教授である。
原題のTrick or treatmentは、ハロウィーンで子供らが口にする決まり文句"trick or treat"（お菓子をくれなきゃ いたずらするぞ ）にかけたものである。日本語訳は2010年1月に『代替医療のトリック』の題で新潮社から刊行され、2013年8月に『代替医療解剖』の題で文庫化された。

## 内容
本書は、臨床試験の歴史について概説し、それを用いて鍼、ホメオパシー、ハーブ療法、カイロプラクティックについての臨床的な効果を評価し、加えて36の代替医療について簡単に述べたものである。
その結果、これらの代替医療を支持する証拠は、概して不足していることを明らかにしている。特にホメオパシーは「まったく効果がなく、プラセボ以外の何物でもない」と結論されている。
本書では鍼、カイロプラクティック、ハーブ薬が特定の疾患に対しては限られた効果を持つという証拠も示されているものの、一般には潜在的な利益を上回る危険性があり、通常医療のほうが同等の効果を持ち、安価であると結論している。具体的には、ハーブ療法については汚染や化合物間の予想外の相互作用、鍼については感染症、カイロプラクティックについては、頚部のマニピュレーションによる遅発性の発作のリスクを挙げている。
本書はチャールズ3世（当時皇太子）が代替医療を擁護したこと、また彼の「統合医療財団」（現在では閉鎖されている）の活動について強く批判している。また本書の献辞は、皇太子に皮肉として奉げられている。

## 評価
本書には賛否両論がある。

### 欧米
ニューイングランド・ジャーナル・オブ・メディシンに掲載された書評では、著者について「サイモン・シンは物理学者兼科学ジャーナリスト、共著者のエツァート・エルンストは医者で補完医療の教授である。エルンストは、このテーマについての証拠をまとめるのに最も適した人物の1人だ」 と述べた。デイリー・テレグラフは、「代替医療の主要な分野である鍼、ホメオパシー、カイロプラクティック、ハーブ療法の健康機能についての、綿密でわかりやすい科学的検証である。その結果は厳しいもので、ハーブ療法の限られた事例を除けば、これらの「治療」のどれもまったく効果がない。逆に、生命を脅かすことすらある」と評価した。
科学誌『ネイチャー』の書評は、概して肯定的ではあるが、著者らが代替医療の支持者の臨床試験への疑念を跳ね返す一方で、実験を設計することの難しさなどを無視していることなどについて「（科学を絶対的な真実かのように扱う態度は）代替医療支持者のものと鏡映しで、それぞれの立場はこれまで通り凝り固まったままだろう」と問題点を指摘した。
代替医療の消費者と実践者などからは批判されている。ブリティッシュ・ジャーナル・オブ・ジェネラル・プラクティスは、ファカルティ・オブ・ホメオパシー元会長ジェレミー・スウェイン による本書に批判的な書評を掲載した。
イギリスの擁護団体アライアンス・フォー・ナチュラル・ヘルスは、エルンストおよび本書は、非科学的で欠陥のある研究に基づいて結論を下している、と批判した。

#### 名誉毀損訴訟
シンはガーディアンのコラムに書いた本書についてのコメント で、喘息等に対する科学的根拠のない治療効果を謳い子供に施術しているカイロプラクターがいると指摘したことに関して、英国カイロプラクティック協会に名誉毀損で訴えられた。第1審ではシンが敗訴したが、子供に施術しているカイロプラクターを告発するなどの支援キャンペーンが行われた。控訴審ではシンの主張が認められ、協会は訴えを取り下げた。

### 日本
宇宙物理学者の池内了は、2010年3月に産経新聞に掲載された書評で「示唆に富んでおり参考になる」と肯定的に評価した。
公共政策学者の広井良典は2010年3月に朝日新聞に掲載された書評で、本書には「一定以上の妥当性はある」と評価しつつも、通常医療にもまだ充分に検証されていない治療法が含まれること、心身相関や慢性疾患などに対しては著者らの手法が有効でない可能性があると主張し、「現代医療論として読む場合、本書の議論にはやや表層的な物足りなさが残る」とした。

## 書誌情報
- サイモン・シン、エツァート・エルンスト 著、青木薫 訳『代替医療のトリック』新潮社、2010年1月。ISBN 978-4-10-539305-2。
  - サイモン・シン、エツァート・エルンスト 著、青木薫 訳『代替医療解剖』新潮社〈新潮文庫 Science＆History Collection〉、2013年9月。ISBN 978-4-10-215976-7。
- Ernst, Edzard; Singh, Simon (2008-04-21). Trick or Treatment? : Alternative Medicine on Trial (Hardcover ed.). Bantam Press. ISBN 978-0-593-06129-9
  - Ernst, Edzard; Singh, Simon (2008). Trick or Treatment? : Alternative Medicine on Trial (Paperback ed.). Bantam Press. ISBN 978-0-593-05904-3
- Ernst, Edzard; Singh, Simon (2008-08-17). Trick or Treatment: The Undeniable Facts about Alternative Medicine (Hardcover ed.). W. W. Norton & Company. ISBN 978-0-393-06661-6
  - Ernst, Edzard; Singh, Simon (2009-10-19). Trick or Treatment: The Undeniable Facts about Alternative Medicine (Paperback ed.). W. W. Norton & Company. ISBN 978-0-393-33778-5